# Gerald Häfner

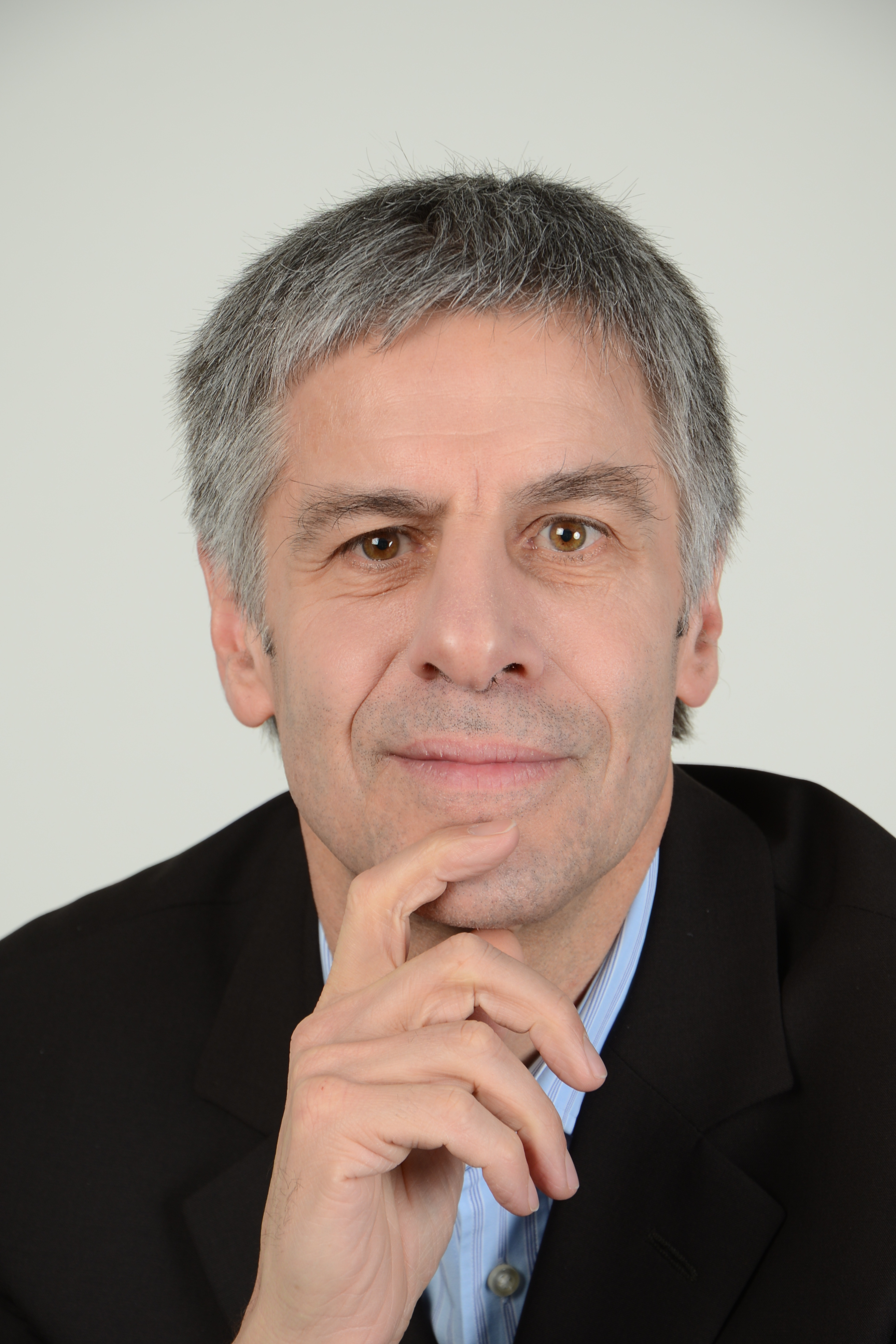
Gerald Häfner

Gerald Häfner, född 3 november 1956 i München i dåvarande Västtyskland, är en tysk lärare, skribent och politiker.
Gerald Häfner studerade tyska, Waldorfpedagogik, socialvetenskap och filosofi i München, Witten och Bochum 1978-84. Han var en av grundarna av Allians 90/De gröna 1980. Han har varit ledamot av tyska förbundsdagen för Allians 90/De gröna 1987-90, 1994-98 och 2001-02.
Han är sedan december 2009 ledamot av Europaparlamentet.